# Bairo Formosa
Bairo Formosa (Bairro Formosa) ist eine Aldeia in der osttimoresischen Landeshauptstadt Dili. Die Aldeia bildet den Westen des Sucos Gricenfor (Verwaltungsamt Nain Feto). In Bairo Formosa leben 451 Menschen (2015).

## Lage und Einrichtungen
Bairo Formosa war bis 2004 ein eigenständiger Suco, bis er mit den anderen heutigen Aldeias zum neuen Suco Gricenfor vereinigt wurde. Es bildet die Westhälfte von Gricenfor. Östlich eines Wassergrabens, der den Suco von Süd nach Norden halbiert liegen Gricenfors andere beiden Aldeias Bairo dos Grilos und Bairo Central. Nördlich liegt, jenseits der Rua 30 de Agosto (ehemals Av. Dr. António da Câmara), der Suco Bidau Lecidere, im Süden, jenseits der Avenida 20 de Maio, der Suco  Santa Cruz und im Westen, jenseits der Avenida Xavier do Amaral (ehemals Avenida Bispo Medeiros), an das Verwaltungsamt Vera Cruz mit seinen Sucos Colmera und Caicoli.
Bairo Formosa ist das alte, chinesische Viertel Dilis. Bereits 1926 brachte die chinesische Gemeinde eine 30 cm hohe Buddhastatue nach Dili. Sie steht heute im Guandi-Tempel in der Rua da Formosa. An der Ecke Rua 30 de Agosto/Avenida Xavier do Amaral steht  im historischen Gebäude der Associação Comercial, Agrícola e Industrial de Timor (ACAIT) die Câmera de Comércio e Indústria de Timor-Leste (CCI-TL) und weiter südlich an der Avenida die Zentralbank von Osttimor. Die Rua de Bé Fonte (ehemals Travessa da Ponte) durchquert von Nord nach Süd Bairo Formosa. An ihr befinden sich das Xanana Gusmão Sportzentrum, mit dem Kampo Demokrasia Dili, das Centro de Saúde da Formosa mit seinem historischen Gebäude, der Sitz der Partei Partido Trabalhista und an der Ecke zur  Rua de Nu Laran die Grundschule Nularan (die ehemalige Escola Primária Chinesa, Escola Cina). Der Verwaltungssitz des Sucos Gricenfor liegt an der Rua da Formosa. Weitere Straßen sind die Beco da Unidade, die Rua da Harmonia und die Travessa da Paz.

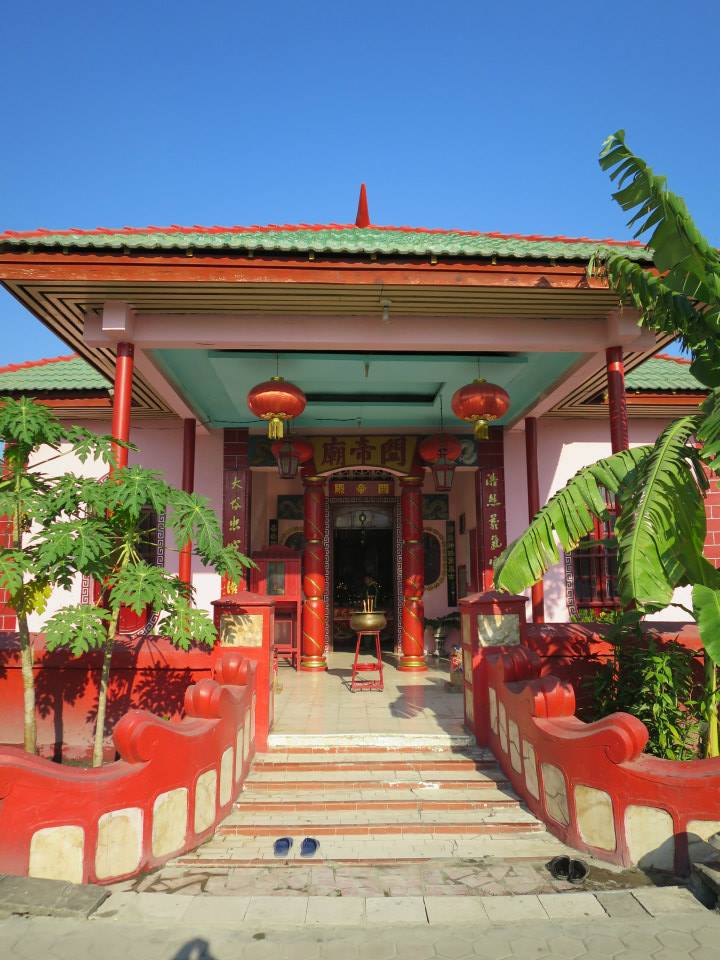
Guandi-Tempel
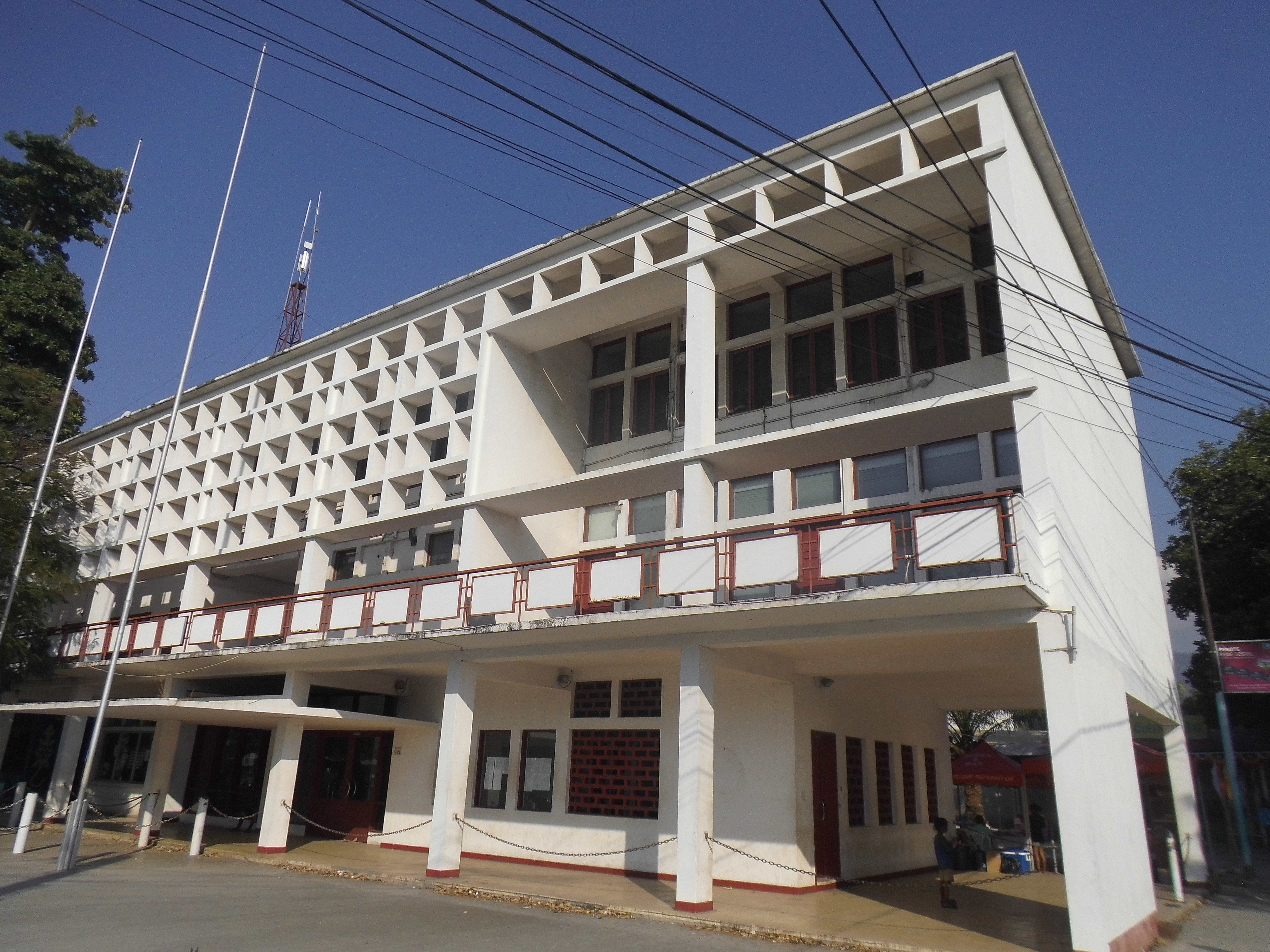
ACAIT
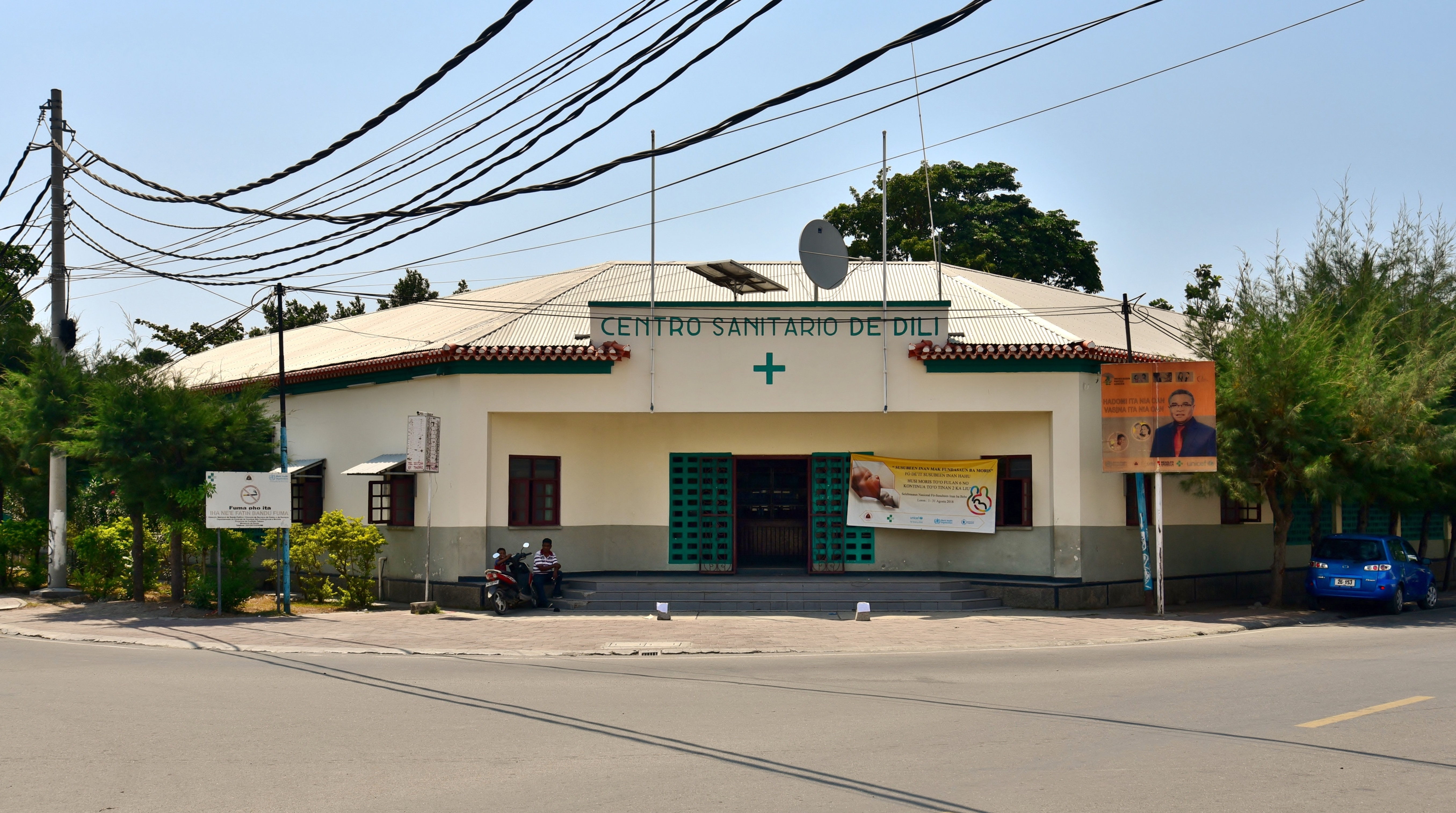
Centro de Saúde da Formosa
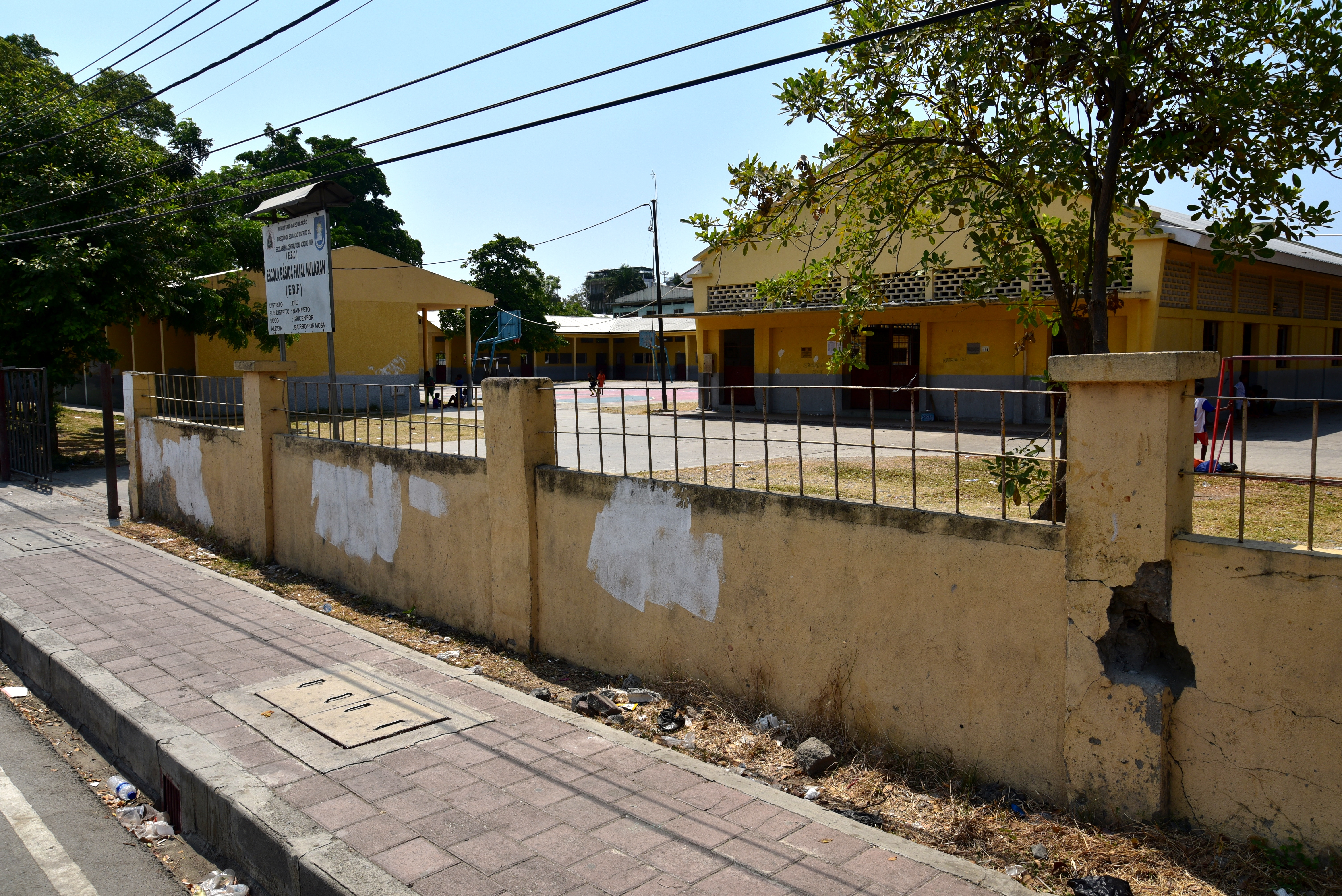
Grundschule Nularan